# スヴォーロフ (トゥーラ州)
座標: 北緯54度7分23.88秒 東経36度29分34.08秒 / 北緯54.1233000度 東経36.4928000度

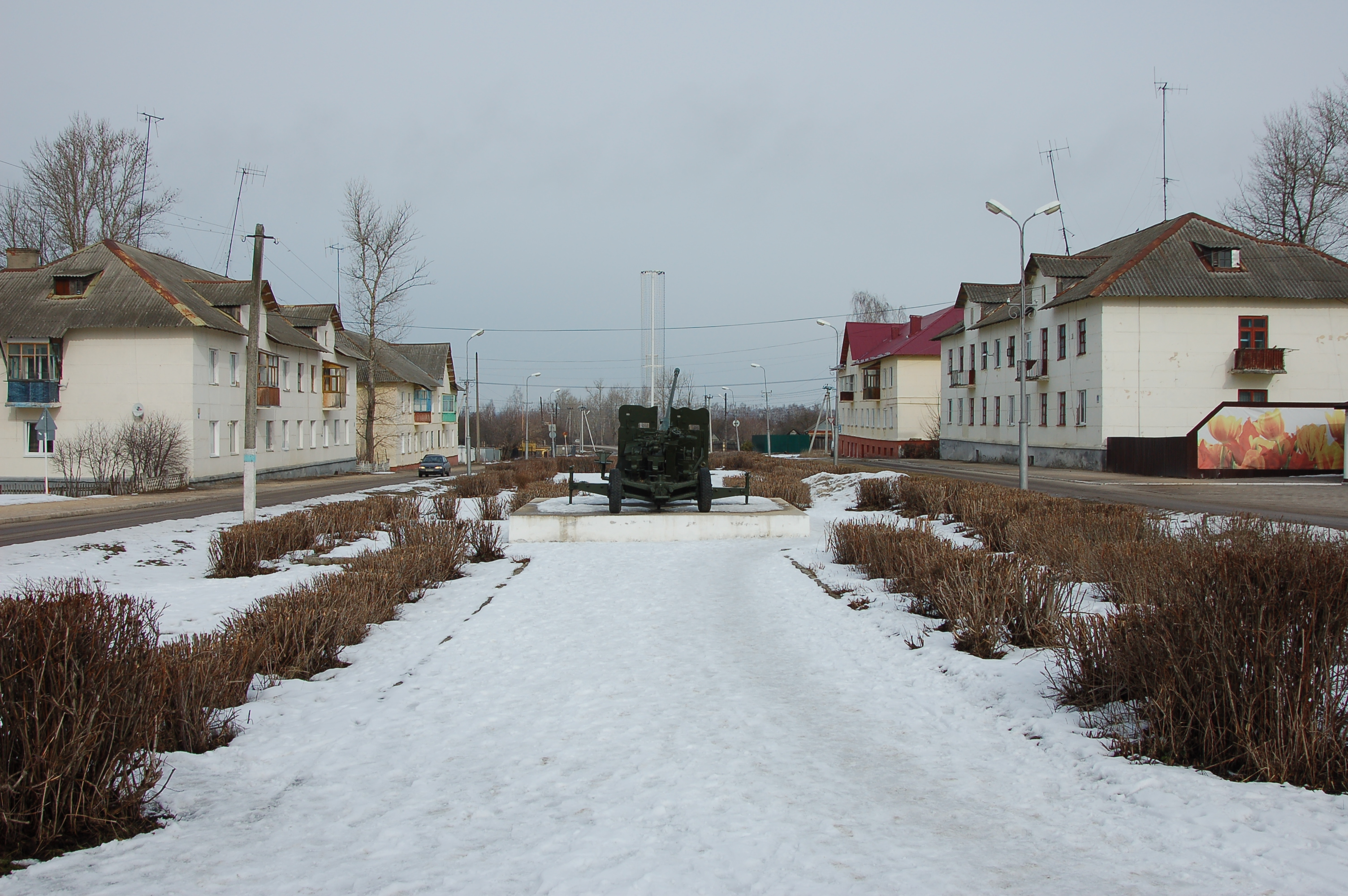

スヴォーロフ（ロシア語: Суво́ров、ラテン文字表記の例: Suvorov）は、ロシアのトゥーラ州にある町。人口は1万7598人（2021年）。州都トゥーラから西へ90km。中央ロシア高地の北部に位置し、オカ川の支流チェレペチ川（Черепеть）が流れる。

## 歴史
15世紀から16世紀の文書には、スヴォーロヴォという名の村が登場している。現在の町の始まりは、1934年に粘土の採掘が始まった時からである。
1949年にはチェレペチ火力発電所が建設開始し、発電所用の冷却水の貯水池がチェレペチ川をせき止めたダムにより作られ、発電所の労働者の住宅地が形成された。1953年に発電所の操業が開始され、1954年8月12日に集落はスヴォーロフの名で市となった。

## 産業と交通
市内には歴史博物館と美術館がある。11km離れた場所には温泉療養保養所がある。
スヴォーロフの主な雇用主はOGK-3（第3卸売電力発電会社）が運営するチェレペツカヤ火力発電所で、1285メガワットの発電容量がある。
市の周囲は、粘土・石灰石・砂利など建材材料となる土や石の採掘が盛んな地域である。市とその周囲の村には建材工業、繊維工業、食品加工業などの工場が立地している。
スヴォーロフは、1941年に開業したスヒーニチ＝コゼリスク＝トゥーラ間の鉄道沿線にある。